# Bintou Founé Samaké
Bintou Founé Samaké, née en 1960 à San, est une femme politique et juriste malienne. Elle est notamment ministre de la Promotion de la femme, de l'Enfant et de la Famille depuis 2020.